# Twaalfdradige paradijshop
De twaalfdradige paradijshop (Seleucidis melanoleucus) is een zangvogel uit het monotypische geslacht Seleucidis uit de familie paradijsvogels (Paradisaeidae). Het is een bewoner van bossen in het laagland van Nieuw-Guinea.

## Herkenning
De twaalfdradige paradijshop is een middelgrote paradijsvogel van 34 cm lengte.Het volwassen mannetje is zwart met een zijde glans afgewisseld met geel. Hij heeft een lange zwarte snavel (waardoor hij op een hop lijkt) en aan de flanken zitten gele sierveren. Aan de onderkant van deze sierveren komen twaalf (zes links en zes rechts) draadvormige, donker gekleurde sierveren tevoorschijn die naar omhoog buigen. Het vrouwtje is veel minder opvallend en lijkt op het vrouwtje van de prachtgeweervogel. Ze is van boven kastanjebruin en afwisselend lichtbruin en donker dwarsgestreept op de buik en borst. Opvallend is dat zij zwart is op de kop. Beide geslachten hebben een rode iris.

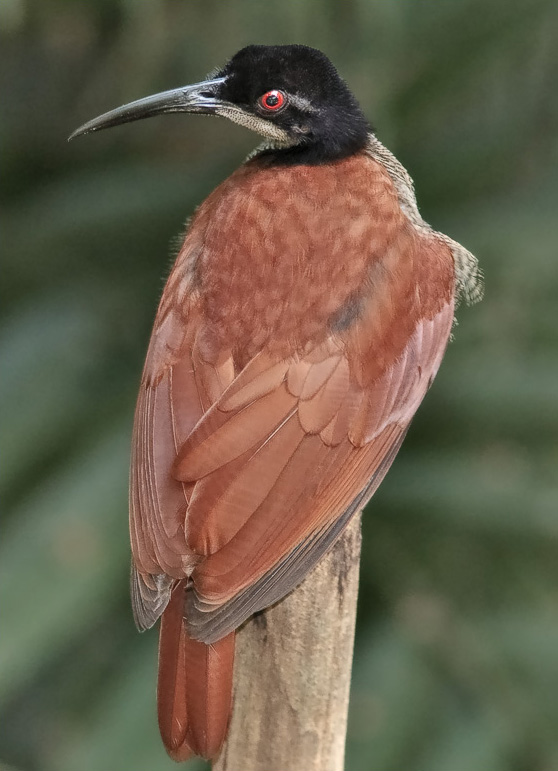
Vrouwtje
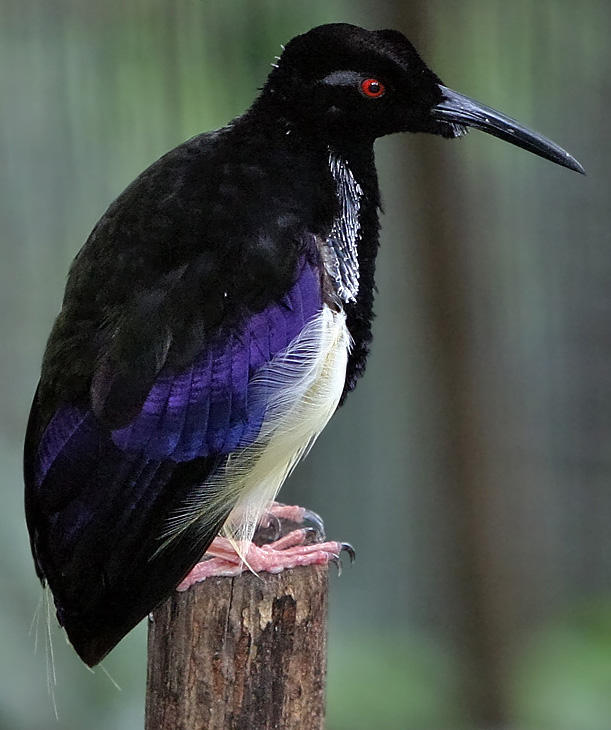
Mannetje

## Verspreiding en leefgebied
De twaalfdradige paradijshop komt voor over het hele hoofdeiland van Nieuw-Guinea en Salawati. Het is een uitgesproken laaglandvogel die de heuvels en de gebergten van het midden van het hoofdeiland mijdt. Het is een vogel van alluviale wouden die voorkomen in het zuiden van Vogelkop tot in de "staart" van Papoea-Nieuw-Guinea.

## Status
De twaalfdradige paradijshop staat op de appendix II van het CITESverdrag. Uitvoer (handel) in deze vogel is onderhevig aan strenge voorwaarden.
Deze paradijshop heeft een groot verspreidingsgebied en daardoor alleen al is de kans op de status kwetsbaar (voor uitsterven) gering. De grootte van de populatie is niet gekwantificeerd. De vogel is plaatselijk algemeen en de aantallen worden als stabiel gekarakteriseerd. Om deze redenen staat de twaalfdradige paradijshop als niet bedreigd op de Rode Lijst van de IUCN.